# Alberto Cozzi
Alberto Cozzi (Roma, 23 marzo 1925 – Roma, 24 marzo 1944) è stato un partigiano italiano vittima delle Fosse Ardeatine e medaglia d'oro al valor militare alla memoria.

## Biografia
Alberto Cozzi nato da genitori originari di Castel Cellesi una volta comune, oggi frazione di Bagnoregio, cresciuto a Roma a Valle Aurelia, allora ancora abitato in prevalenza da operai fornaciari, apprendista meccanico, entro' giovanissimo nella formazione partigiana "Stella Rossa", partecipando a numerose azioni di sabotaggio.
Quando si rese conto di essere stato individuato, lasciò Roma e si spostò dai suoi parenti a Castel Cellesi, dove continuò la lotta contro i nazifascisti con la Banda partigiana "Colleoni". Si apprestava a far saltare in aria un deposito tedesco di munizioni allorché, tradito da un confidente della polizia, fu catturato dai fascisti.
Trasferito a Roma, resistette agli interrogatori e alle torture a via Tasso. Anche dinanzi ai giudici che lo processavano, mantenne un contegno fermo e dignitoso. Condannato a sette anni di carcere in considerazione della giovane età, fu rinchiuso nel Carcere di Regina Coeli, ma vi rimase poco. Fu trucidato alle Fosse Ardeatine, con gli altri 334 martiri prelevati dai nazifascisti dopo l'azione gappista di via Rasella.
Ad Alberto Cozzi è stata intitolata una strada di Roma e una ex scuola a Castel Cellesi frazione di Bagnoregio.
Il suo nome figura anche sulla lapide che nella Capitale, in Via Aurelia 37/a, è stata posta dagli abitanti del quartiere nel 1954, in ricordo dei cinque partigiani della "Valle dell'Inferno", caduti tra le Fosse Ardeatine e Forte Bravetta.